# Le parole che non ti ho detto (romanzo)
Le parole che non ti ho detto è un libro di Nicholas Sparks e pubblicato dalla casa editrice Frassinelli nel 1998.

## Trama
La protagonista femminile di questo commovente romanzo si chiama Theresa Osborne, giornalista di Boston, divorziata e con un figlio. Durante una vacanza a Cape Cod, Theresa recupera in spiaggia una bottiglia contenente una lettera. Alla sua lettura, resta colpita dalle struggenti parole che il firmatario, un certo Garrett, rivolge alla defunta moglie. Quella commovente missiva insinua in Theresa un certo interesse nello scoprire chi realmente l'abbia scritta. Grazie al suo lavoro, Theresa riuscirà a trovare l'infelice autore delle lettere, Garrett Blake. L'uomo vive a Wilmington nel North Carolina, insieme a suo padre Jeb. La sua vita trascorre tra il suo lavoro nel negozio, la sua barca a vela Happenstance, le sue appassionanti lettere e il ricordo dell'amata compagna. Fra i due scoppia un amore travolgente e passionale, una storia continuamente tormentata dalle difficoltà, dalla lontananza e dagli amori passati. Entrambi hanno perso la fiducia nell'amore, un sentimento che pochi anni prima li aveva traditi. Malgrado ciò, i due riescono a superare le incomprensioni e a riscoprire l'amore, fino a quando un improvviso dramma cambierà totalmente le loro vite. 
Theresa porterà avanti la loro storia, in un modo diverso dal solito, ritrovando il coraggio e la forza per continuare a vivere nonostante tutto.

## Edizioni
- Nicholas Sparks, Le parole che non ti ho detto, traduzione di Alessandra Petrelli, Frassinelli, 1998,  p. 336, ISBN 88-7684-536-4.

## Adattamento cinematografico
- Nel 1999 è uscito nelle sale americane l'adattamento cinematografico del romanzo, diretto da Luis Mandoki ed interpretato da Kevin Costner, Robin Wright e Paul Newman rispettivamente nei ruoli di Garrett, Theresa e Jeb.